# Подоляка Анатолій Миколайович

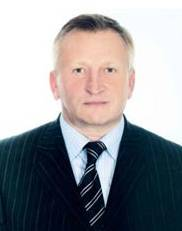
Подоляка Анатолій Миколайович

Анатолій Миколайович Подоляка (*9 жовтня 1961) — український учений-правознавець. Доктор юридичних наук, доцент. Академік АН ВШ України з 2010 р.

## Біографія
Народився в с. Ясногірка Краматорського району Донецької обл. У 1969–1971 рр. проходив військову службу. У 1971–1972 рр. — учитель фізичного виховання та праці Новолутківської середньої школи. У 1972–1974 рр. — курсант Дніпропетровської середньої школи міліції МВС СРСР. У 1974–1975 рр. — інспектор БРВС Компаніївського РВВС Кіровоградської обл.
У 1975–1978 рр. — слухач вищої школи МВС СРСР за спеціальністю «Правознавство». У 1978–1979 рр. — старший інспектор БРСБ Вільшанського РВВС Кіровоградської обл. У 1979–1986 рр. — заступник начальника, начальник Добровеличківського РВВС Кіровоградської обл. У 1987–1989 рр. — слухач Академії МВС СРСР. У 1989–1992 рр. — заступник начальника УВС Кіровоградської обл. У 1992–1995 рр. — заступник начальника УМВС України в Кіровоградській обл. — начальник міліції громадської безпеки. У 1995–1998 рр. — начальник УМВС України у Вінницькій обл. У 1998–2000 рр. — начальник управління ДАІ МВС України. У 2000–2001 рр. — заступник Міністра внутрішніх справ України. У 2001–2004 рр. — заступник голови ДПА України.
Нині генерал-полковник міліції, директор Інституту права ім. князя Володимира Великого МАУП.
Коло наукових інтересів пов'язане з вивченням теоретико-методологічних підвалин правничої науки, адміністративно-правових засад забезпечення дорожнього руху.
Автор наукових праць юридичного спрямування, зокрема монографій «Оперативно-розшукова інформація: проблеми реалізації». — Суми, 2003 (у співавторстві); «Адміністративно-правовий статус державної автомобільної інспекції МВС України». — Київ, 2004; «Правове регулювання охорони громадського порядку в Україні». — Харків, 2008.
Лауреат Державної премії України в галузі науки і техніки. Заслужений юрист України.